# Бегим-ана
Башня Бегим-ана (каз. Бегім ана мұнарасы) — один из ранних образцов башенных мавзолеев на территории Казахстана, памятник архитектуры XI века, располагается в 27 км к юго-востоку от села Каратерен Аральского района Кызылординской области. Автор сооружения неизвестен. Башня в 1982 году была включена в список памятников истории и культуры республиканского значения и взята под охрану государства.

## Легенды
Достоверных сведений по историю возведения башни нет. Однако существует легенда, согласно которой строение было обителью жены Санжар-хана, правителя Жанкента. Легенда гласит, что Санжар полюбил юную Бегим с первого взгляда, но после свадьбы стал очень ревнивым. Хан запретил Бегим не только выходить из дворца, но и открывать лицо в присутствии посторонних мужчин. Однажды Санжар, отправившись на охоту, обнаружил, что забыл взять доспехи, и отправил одного из своих батыров за ними обратно во дворец. Там батыр и увидел Бегим, которая знала, что мужчины покинули дворец, и потому не закрывала лица. Поражённый её красотой, мужчина упал без чувств. Санжар, так и не дождавшись возвращения батыра, поспешил во дворец, где и увидел того лежащим без сознания возле покоев жены. Решив, что Бегим изменила ему, хан пришёл в ярость и отрубил жене кисть руки и косы. Девушке пришлось бежать из дворца и укрыться в башне, стоящей возле Аральского моря. Отец Бегим — Карабура, потрясённый несправедливостью хана, стал молиться Всевышнему, прося справедливости. По молитвам отца за одну ночь кисть и косы девушки выросли заново. Однако к Санжару она так и не вернулась.
В 1867 году русский художник Василий Верещагин записал другую версию легенды. Согласно ей, на месте башни раньше был большой город. Здесь жил хан, который решил убить свою жену, заподозрив её в неверности. Однако тесть хана, который был колдуном (баксы), наслал на город змей, и те пожрали хана вместе со всеми его подданными.

## Архитектура
Тип башенных сооружений, к которому относится памятник, является уникальным для Казахстана и Средней Азии. Помимо башни Бегим-ана, в устье Сырдарьи существуют только две аналогичные башни — Узун-там и Сараман-Коса.
Здание представляет собой восьмигранную башню с двумя ярусами. Первый ярус — глухой монолит из сырца. Во второй ярус можно попасть через проём стрельчатой формы. Внутренний план — круг, стены покрыты саманной штукатуркой. Дверной проём ориентирован на северо-восток. Верх купола был разрушен. Бегим-Ана построена из сырцового кирпича и облицована квадратным жжёным кирпичом размером 23×23×5 см. Общая высота здания 10 м, диаметр в основании 16 м. За счёт интенсивного сужения к верху мавзолей воспринимается высоким, устойчивым и величественным.
По мнению Малбагара Мендикулова, «большая высота сооружения и наличие под куполом специальной площадки определённо указывает на сторожевое его назначение, но видимо, неверно то, что превращение её в мавзолей произошло значительно позже».